# DTEK
DTEK ist eine in den Niederlanden eingetragene Holdinggesellschaft, die operative Gesellschaften in der Ukraine führt, darunter Kohlegruben, Öl- und Gaskraftwerke, Stromnetze, Windparks und Solaranlagen; die Gesellschaften sind größter Arbeitgeber des Landes mit rund 70.000 Mitarbeitern. Der Name ist die Abkürzung für russisch Донбасская топливно-энергетическая компания (deutsch Donbass-Treibstoff-Energie-Gesellschaft). DTEK ist Teil der SCM des Oligarchen Rinat Achmetow.

## Geschäftstätigkeit
DTEK besaß 2013 einen Anteil von 47,8 % an der ukrainischen Kohleförderung, 27,3 % der Stromerzeugung und 39,6 % des Stromtransports. DTEK betreibt das Stromverteilnetz in den Oblasten Kiew, Dnipropetrowsk und Donezk sowie auf der Republik Krim.
2020 wurden 21,3 Mio. t Kohle gefördert, 2,4 Mrd. kWh Strom aus erneuerbarer Energie (Wind- und Solarkraftwerke) erzeugt,1,84 Milliarden Kubikmeter Gas gefördert und 47,3 Terawattstunden Strom in die Netze eingespeist.

## Bergwerke
- Komsomolez Donbassa
- Pawlogradugol («Stepnaja», «Jubileinaja», «Pawlogradskaja», «Ternowskaja», «Samarskaja», «Dneprowskaja», «Gerojew Kosmossa» (Helden des Kosmos), «Sapadno-Donbasskaja», im. N. I. Staschkowa, «Blagodatnaja»)
- Dobropoljeugol («Almasnaja», «Belizkaja», «Dobropolskaja», «Nowodonezkaja», «Pioner»)
- Swerdlowantrazit («Dolschanskaja-Kapitalnaja», im. Ja. M. Swerdlowa, «Krasny partisan», «Charkowskaja», «Zentrossojus»)
- Rowenkiantrazit (№ 81 «Kijewskaja», im. W. W. Wachruschewa, im. F. E. Dserschinskowo, im. Kosmonawtow, im. M. W. Frunse, «Rowenkowskaja»)

## Anteile an Stromversorgern
- Dniproenergo (72,9 %)
- Kyjiwenergo (72,4 %)
- Sachidenergo (70,9 %)
- Dniprooblenergo (51,5 %)
- Donezkoblenergo (71,34 %)
- Krymenergo (57,49 %)

## Kraftwerke
DTEK besitzt und betreibt u. a. die folgenden Kraftwerke:
- Kurachowe (Kohle, 1,487 GW)
- Ladyschyn (Kohle, 1,8 GW)
- Luhansk (Kohle, 1,15 GW); seit September 2014 nicht mehr im ukrainischen Netz und nur noch im Inselmodus betrieben, aber durch anhaltenden Beschuss im Februar 2022 heruntergefahren.
- Suhres (Kohle, 1,245 GW)

Weitere Kraftwerke sind in Burschtyn und Saporischschja sowie in den Orten Dobrotwir, Prydniowska und Kryworiska.

## Russischer Krieg ab 2014/2022
Ab der Annexion der Ukraine 2014 durch Russland und dem Überfall ab Februar 2022 gibt es Auswirkungen des Russisch-Ukrainischen Kriegs auf das Unternehmen.
Durch den Beschuss des Kernkraftwerks Saporischschja am 3. März 2022 mussten neben den drei bereits in Revision befindlichen  Kraftwerksblöcken zwei weitere heruntergefahren werden. Der dadurch bedingte Kapazitätsverlust von 1,3 GW konnte durch Erweiterung der DTEK-Wärmekraftwerke um neun Einheiten ersetzt werden.
Nach einer ersten Lieferung von 50 Starlink-Endgeräten am 11. März 2022 sind eine Woche später weitere 170 dieser Geräte für Satellitenkommunikation geliefert worden, die im gesamten Energiesektor der Ukraine eingesetzt werden sollen.
Nach russischem Beschuss am 22. und 24. März 2024 wurde vom Stromversorger Yasno gemeldet, dass insbesondere DTEK 50 % seiner Stromerzeugungskapazität verloren hat. Bis Mai 2024 hatte das Unternehmen DTEK eigenen Angaben zufolge infolge der russischen Angriffe 90 % der Stromerzeugungskapazitäten verloren.

## Erneuerbare Energie
Dtek hat 2012 begonnen, die ersten Windkraftanlagen am Asowschen Meer zu errichten. Inzwischen verfolgt das Unternehmen das Ziel, bis 2040 die Förderung fossiler Energien zu neutralisieren. Bis 2020 wurden Windparks und Solaranlagen mit einer Kapazität von 1,5 Gigawatt errichtet, in derselben Größenordnung sind weitere projektiert.
Die Standorte der installierten Windparks sind Botievska (65 Turbinen mit 200 MW), Orliwka (26 Turbinen mit 100 MW), Prymorska (52 Turbinen mit 200 MW) und Tylihulska (565 MW); die Solarparks sind in Trifonowska, Nikopolska und Pokrowsk. Die erzeugte Energie lag 2021 mit 2,1 Milliarden Kilowattstunden um 11,8 Prozent unter dem Vorjahresergebnis.

## Sonstiges
Dtek ist Unterstützer des World Economic Forums.
Die DTEK academy begleitete 2021 die Gründung der Amerikanischen Universität von Kiew.